# Antonio Alfonso (actor)
Antonio Alfonso fue un actor de cine y televisión, nacido en Cartagena (España). 

## Trayectoria
Se inició en Cartagena como actor en la entidad teatral Teatro de Cámara y Ensayo Isidoro Máiquez.

En la década de los sesenta llegó a Televisión Española al programa musical Escala en hi-fi, donde fue uno de los actores y actrices que ponían la interpretación y movían la boca a los éxitos musicales del momento, en lo que más tarde se dio en llamar 'play-back'. 
Su habilidad en el 'play back' junto a su gran expresividad gestual, que se combinaba con unas buenas dotes de bailarín, hicieron que se convirtiera en un auténtico especialista de esta modalidad, reportándole cierta popularidad en el mundo televisivo de la época. 

Luis Miguel Pérez Adán
Su trayectoria en el cine y series de televisión se desarrolló entre España e Italia desde finales de los sesenta hasta principios de los noventa, donde trabajó a las órdenes de cineastas como Alberto Lattuada, José Luis Garci, Pilar Miró o Roberto Rossellini, entre otros.

## Filmografía
| Título                              | Año  | Dirección                  | Papel      |
| ----------------------------------- | ---- | -------------------------- | ---------- |
| La ametralladora                    | 1968 | Paolo Bianchini            | ...        |
| Juicio de faldas                    | 1969 | José Luis Sáenz de Heredia | ...        |
| ¡Se armó el belén!                  | 1970 | José Luis Sáenz de Heredia | Ramón      |
| El alma se serena                   | 1970 | José Luis Sáenz de Heredia | ...        |
| Don erre que erre                   | 1970 | José Luis Sáenz de Heredia | Felipe     |
| La decente                          | 1971 | José Luis Sáenz de Heredia | Fermín     |
| La araucana (Conquista de gigantes) | 1971 | Julio Coll                 | ...        |
| Blanco, rojo y...                   | 1972 | Alberto Lattuada           | Gigino     |
| Me has hecho perder el juicio       | 1973 | Juan de Orduña             | Cura joven |
| Cuando los niños vienen de Marsella | 1974 | José Luis Sáenz de Heredia | Ginés      |
| Casa manchada                       | 1977 | José Antonio Nieves Conde  | Joven      |
| Solos en la madrugada               | 1978 | José Luis Garci            | ...        |
| Las chicas del bingo                | 1982 | Julián Esteban             | ...        |

## Televisión
- Socrates (Socrate) (1970), de Roberto Rossellini (Película de TV)
- Estudio 1 (1973): Operación Shakespeare, de Alfredo Castellón
- Estudio 1 (1974): Carlo Monte en Montecarlo, de Fernando García de la Vega
- Novela (1969): El rayo de luna V, de Pilar Miró
- Novela (1974): Oblomov IV, de Alberto González Vergel
- Novela (1974): Oblomov XIX, de Alberto González Vergel
- Novela (1975): La familia de Alvareda VIII, de Manuel Ripoll
- Novela (1976): Los misterios de París VII, de Domingo Almendros
- Novela (1976): Los misterios de París IX, de Domingo Almendros
- La cometa blanca (Programa infantil 1981-1983)
- Página de sucesos (Serie de TV, 1985-1986)
- Brigada central 2: La guerra blanca (Serie de TV, 1992)